# Ruaidhrí de Valera
Ruaidhrí de Valera (* 3. November 1916 in Dublin; † 28. Oktober 1978 in Enniskillen) war ein irischer Archäologe und Professor für keltische Archäologie am University College Dublin.

## Leben
Ruaidhrí de Valera wurde 1916 als vierter Sohn des Politikers Éamon de Valera in Dublin geboren. Er studierte Keltologie am University College Dublin und erhielt dort 1939 seinen Bachelor of Arts (B.A.). De Valera diente in der irischen Armee und war 1942 für ein Jahr Dozent (lecturer) für Altirische Sprache am Maynooth College. Im Jahr 1945 erlangte er den Master of Arts (M.A.) mit einer Masterarbeit über die Megalithgräbern im Nordosten des County Clare.
1946 wurde De Valera Placenames Officer in der Ordnance Survey Ireland, der nationalen Landvermessungsbehörde. Im darauffolgenden Jahr wurde er Archaeology Officer und initiierte 1949 die Begehung der irischen Megalithanlagen. In den nächsten Jahren veröffentlichte de Valera mehrere Arbeiten zu Megalithanlagen und bereitete seine Doktorarbeit vor. 1954 erhielt er seinen Doktorgrad. Als Seán P. Ó Ríordáin 1957 starb, wurde De Valera zu seinem Nachfolger am Lehrstuhl für keltische Archäologie des University College Dublin berufen; ein Amt, das er bis zu seinem Tod 1978 bekleidete. Im Sommer 1959 schloss er die von Ó Ríordáin begonnenen Erdarbeiten bei dem Mound of the Hostages (Hügel der Geiseln), einem ungefähr auf 2700 v. Chr. datierten Passage Tomb in Tara, ab. 1960 führte er den Begriff Court tomb ein, um Anlagen mit gemeinsamen architektonischen Elementen zu beschreiben. Dazu werden mehr als 400 Exemplare gerechnet, die nahezu ausschließlich im Norden der Republik Irland bzw. in Nordirland gefunden wurden.
Während seiner weiteren akademischen Karriere stellte sich De Valera mit der These, dass es sich bei den Court Tombs im Westen Irlands um die ältesten Anlagen dieser Art auf der irischen Insel handelt, gegen die gängige Lehrmeinung seiner Zeit.
De Valera war einer der Autoren der ersten vier Bände der Reihe Survey of the megalithic Tombs of Ireland. Er überarbeitete und ergänzte die Neuauflage von Ó Ríordáins Antiquities of the Irish Countryside. Als Professor am University College Dublin baute er den archäologischen Fachbereich aus.
Ruaidhrí de Valera starb unerwartet im Oktober 1978, während er einer archäologischen Veranstaltung im Fermanagh County Museum im nordirischen Enniskillen beiwohnte.

## Veröffentlichungen (Auswahl)

### Bücher
- mit Seán Ó Nualláin: Survey of the megalithic Tombs of Ireland (Band 1 bis Band 4). Ordnance Survey of Ireland, Dublin: Stationery Office, 1961–1982. ISBN 0707600804.
- Seán P. Ó Ríordáin: Antiquities of the Irish Countryside, 1942. Fünfte Auflage überarbeitet und ergänzt von Ruaidhrí De Valera. London, Methuen 1979, ISBN 0-416-85630-6.

### Beiträge in Zeitschriften
- Seán Ó Donnabháin Agus a Lucht Cúnta. In: The Journal of the Royal Society of Antiquaries of Ireland, Jg. 79 (1949), Heft 1/2, S. 146–159.
- mit Seán Ó Nualláin: The Megalithic Tombs of the Island of Achill. In: The Journal of the Royal Society of Antiquaries of Ireland, Jg. 80 (1950), Heft 2, S. 199–227.
- A Group of „Horned Cairns“ near Ballycastle, Co. Mayo. In: The Journal of the Royal Society of Antiquaries of Ireland, Jg. 81 (1951), Heft 2, S. 161–197.
- mit Seán Ó Nualláin: A Cruciform Passage-Grave: At Behy Townland, Co. Mayo. In: Journal of the Galway Archaeological and Historical Society, Jg. 25 (1952), Heft 1/2, S. 47–51.
- mit Séan P. Ó Ríordáin: Excavation of a Megalithic Tomb at Ballyedmonduff, Co. Dublin. In: Proceedings of the Royal Irish Academy. Section C: Archaeology, Celtic Studies, History, Linguistics, Literature, Jg. 55 (1952/1953), S. 61–81.
- mit Seán Ó Nualláin: A Court Cairn in Co. Kilkenny. In: The Journal of the Royal Society of Antiquaries of Ireland, Jg. 92 (1962), Heft 2, S. 117–123.